# Chroniques turques

Chroniques turques est le titre d'un programme de courts métrages documentaires français réalisés en Turquie par Maurice Pialat en 1963.
C'est le producteur Samy Halfon qui, afin de financer cette série de six courts métrages, eut l'idée d'utiliser une partie du budget alloué à Alain Robbe-Grillet pour L'Immortelle alors en cours de tournage en Turquie. Le coût de l'opération est en outre réduit grâce au concours apporté par le reporter cameraman Willy Kurant qui dispose de son propre matériel.
Le programme est composé de Byzance, Bosphore, La Corne d'Or, Istanbul, Maître Galip et Pehlivan.